# Stasimopus caffrus
Stasimopus caffrus là một loài nhện trong họ Ctenizidae. S. caffrus được miêu tả năm 1842 bởi Carl Ludwig Koch.